# Microstylum melanomystax
Microstylum melanomystax är en tvåvingeart som beskrevs av Günther Enderlein 1914. Microstylum melanomystax ingår i släktet Microstylum och familjen rovflugor. Inga underarter finns listade i Catalogue of Life.